# Hôtel de ville de Głubczyce
 (août 2021).
L'hôtel de ville de Głubczyce (en allemand Leobschütz) est un bâtiment de style Renaissance situé en Pologne. Il abrite une bibliothèque, un musée et une galerie d'art. Les armoiries de la ville sont situées au-dessus d'une des entrées. La colonne mariale se dresse juste à côté de la mairie.

## Histoire
Un hôtel de ville à Leobschütz a été mentionné pour la première fois en 1383 lorsque la ville appartenait au duché de Leobschütz. En 1570, l'hôtel de ville gothique est reconstruit dans le style Renaissance. La mairie a brûlé lors d'un grand incendie en 1603. En 1606, l'hôtel de ville est reconstruit dans le style Renaissance et restauré en 1676. De 1862 à 1864, le bâtiment a été reconstruit en style néo-gothique selon les plans de l'architecte Carl Johann Lüdecke de Wroclaw. Une restauration de l'hôtel de ville a lieu de 1931 à 1936 sous la direction de Paul Klehr. La tour a reçu un sgraffite. Klehr fit déplacer le « Iron Woyrsch », un mémorial au maréchal prussien Remus von Woyrsch, de la façade de la tour à l'intérieur de l'hôtel de ville. Le Woyrschdenkmal était l'œuvre du sculpteur Leobschützer Paul Ondrusch .
Lorsque l'Armée rouge a envahi Leobschütz au début de 1945, l'hôtel de ville a été partiellement détruit. Il est resté dans un état de ruine et a continué à se détériorer dans les années à venir, les éléments constitutifs étant progressivement supprimés. Ce n'est qu'en 1972 que les restes ont été mis en sécurité. La tour et les façades du rez-de-chaussée ont été conservées.
En 2004, les ruines sont devenues la propriété de la ville de Głubczyce. En 2006, la reconstruction de l'hôtel de ville a commencé, mais pas dans l'état d'origine d'avant la destruction. Les travaux ont été achevés en 2008. Le 26 avril 2008 la tour de la mairie a reçu une nouvelle flèche.

## Liens web
- Histoire de la mairie (en polonais)